# Mohamadou Sumareh
Mohamadou Sumareh (ur. 20 września 1994 w Fajarze) – malezyjski piłkarz gambijskiego pochodzenia grający na pozycji pomocnika w klubie Pahang FA i reprezentacji Malezji.

## Kariera
Mohamadou Sumareh swoją karierę zaczynał w gambijskim Steve Biko FC. W 2012 roku przeniósł się do Malezji. W następnym roku rozpoczął grę dla PDRM FA. Z klubem zdobył mistrzostwo Malezji. W 2016 roku przeniósł się do Perlis FA. Od 2017 roku jest zawodnikiem Pahang FA. Z klubem zdołał wywalczyć mistrzostwo i puchar Malezji.
Mohamadou Sumareh w reprezentacji Malezji zadebiutował 12 września 2018 roku w meczu ze Sri Lanką, w którym strzelił swojego pierwszego gola dla reprezentacji.